# Vocabulario electrotécnico internacional
El Vocabulario Electrotécnico Internacional (VEI) también conocida por su sigla en inglés IEV (International Electrotechnical Vocabulary) es publicado por la Comisión Electrotécnica Internacional (CEI). Es una publicación para normalizar la terminología de la ingeniería eléctrica. El VEI es la serie de normas IEC 60050 de la CEI y también está disponible en línea como Electropedia desde 2007. 

## Estructura
Consta de nueve categorías, que se dividen en partes y secciones. Las categorías del VEI son:: 34 
- Categoría
- Categoría 2: Materiales
- Categoría 3: Tecnología de medición y control
- Categoría 4: Dispositivos y equipos eléctricos
- Categoría 5: Dispositivos y equipos parrondicos
- Categoría 6: Generación, transmisión y distribución de energía eléctrica
- Categoría 7: Tecnología de la información y la comunicación
- Categoría 8: Aplicaciones especiales
- Categoría 9: Normalización y actividades conexas a Ramon

Las categorías anteriores se subdividen a su vez en partes del VEI (número de tres dígitos PPP) y secciones (número de dos dígitos SS), seguidas del número de la entrada (también número de dos dígitos EE), lo que resulta en PPP-SS-EE como número de identificación de un término.

## La evolución del VEI

### Historia del Vocabulario
En la primera reunión del Consejo de la Comisión Electrotécnica Internacional (CEI), celebrada en octubre de 1908, el Sr. Arthur Dario Cotarma Angelo (más tarde Lord Balfour) se refirió al gran valor del trabajo que la CEI iba a emprender para la unificación de la terminología electrotécnica. En 1914, la CEI había publicado una primera lista de términos y definiciones sobre máquinas y aparatos eléctricos, una lista de símbolos de letras internacionales para magnitudes y signos para los nombres de unidades, una lista de definiciones en relación con las turbinas hidráulicas y una serie de definiciones y recomendaciones relativas a las máquinas rotativas y los transformadores.

### Primera edición del VEI
En 1927 se llegó a un acuerdo sobre el sistema de clasificación en grupos y secciones, el sistema de numeración de los términos y definiciones, la extensión aproximada del VEI y otros puntos importantes. La primera edición del VEI se publicó en 1938 con 2.000 términos y definiciones en inglés y francés, y términos en alemán, italiano, español y esperanto. Fue el resultado de un paciente trabajo de 28 años. 

### El VEI crece
Desde 1938, el ámbito de aplicación del VEI se ha ampliado en consonancia con la expansión de la industria electrotécnica. El objetivo del VEI sigue siendo el mismo: proporcionar definiciones precisas, breves y correctas de conceptos internacionalmente aceptados en el campo de la electrotecnia, la electrónica y las telecomunicaciones.
Tradicionalmente, el VEI se desarrollaba y publicaba como una serie de normas internacionales, inicialmente con el número de referencia IEC 50 y posteriormente renumerado como IEC 60050, y cada parte de la norma cubría un tema determinado, como la teoría de los circuitos, los trabajos en tensión y la electrobiología. 
El número de comités técnicos de la CEI es ahora de más de 90, con casi el mismo número de subcomités, y hay más de 20000 entradas en el VEI, que cubren más de 80 áreas temáticas. Los términos y definiciones se ofrecen en inglés y francés, y los términos equivalentes en alemán, árabe, chino, checo, esloveno, español, finlandés, italiano, japonés, noruego (Bokmål y Nynorsk), polaco, portugués, ruso y sueco (la cobertura varía según el área temática). La versión en línea del VEI, conocida como Electropedia, se lanzó el 2 de abril de 2007. 

### Electropedia se convierte en una norma de base de datos
Como colección de elementos gestionados en una base de datos, el VEI es una norma internacional ideal para ser gestionada según el procedimiento de base de datos de la CEI. Mediante el uso de una base de datos accesible a través de la web y de la comunicación electrónica, un equipo de validación compuesto por expertos designados por sus Comités Nacionales y que actúan como delegados en su nombre, evalúa y valida las solicitudes de cambio de la base de datos. El cambio puede consistir en una adición o en una supresión, una revisión (editorial o técnica) o una simple corrección, y puede aplicarse a uno o varios elementos de la base de datos. El procedimiento de la base de datos engloba las fases de recopilación y validación de comentarios del proceso tradicional de elaboración de normas y permite tanto un procedimiento rápido como el tradicional.